# 土師清二
土師 清二（はじ せいじ、1893年〈明治26年〉9月14日 - 1977年〈昭和52年〉2月4日）は、日本の小説家。本名・赤松静太（あかまつ せいた）。代表作は『砂絵呪縛（すなえしばり）』。

## 経歴
岡山県邑久郡国府村(現在の瀬戸内市)生まれ。独学ののち職業を転々とし、大阪朝日新聞社に勤務。1922年『旬刊朝日』（のちの『週刊朝日』）創刊を提案し、編集に当たるが、1923年「水野十郎左衛門」を連載、以後時代小説作家として活躍、長谷川伸の新鷹会に協力し新進作家の育成に当たった。
1938年（昭和13年）9月、作家によるペン部隊が結成されて大陸に渡り始めると、土師も海軍に従軍願いを提出。同年10月までに他の大衆作家や映画監督とともに従軍が認められた。

## 著書
- 血けむり伊吹颪 波屋書房 1926
- 砂絵呪縛 朝日新聞社 1927 のち新潮文庫、中公文庫、講談社大衆文学館
- 青鷺の霊 朝日新聞社 1928
- 空中紳士 博文館 1929
- 天明往来 平凡社 1929
- 海盤車城 平凡社 1930 (少年冒険小説全集)
- 旅烏国定忠次 先進社 1930
- 天保赤門党 改造文庫 1932
- 青頭巾 新潮社 1932
- 女殺延命院 春陽堂 1932
- 晴釣雨稿 岡倉書房 1934
- 江戸城炎上 新小説社 1934
- 禁門の変 維新歴史小説全集第5巻 改造社 1935
- 彦左武蔵鐙 興亜書房 1939
- 万歳栗毛 大日本雄弁会講談社 1939 改題「八幡童子」
- 伝奇紫盗陣 博文館文庫 1940
- 伝太満月 非凡閣 1940 (新作大衆小説全集)
- 悲母散華 博文館文庫 1940
- 日月青葉城 新興文芸社 1941
- 夜明けの人々 大道書房 1941
- 女蔵宿師 博文館文庫 1941
- 谷村計介 大道書房 1941
- 土に祈る武士 学芸社 1941
- 南海の鵜 大都書房 1942
- 富士吹雪 読切談講社 1942
- 平賀元義 長隆舎書店 1942
- 青年光圀 春江堂 1942
- 郵便雀 東光堂 1942
- 拳骨和尚 十二月堂書店 1943
- 明治の母 新正堂 1943
- 鷹  春陽堂書店 1943
- 小説造幣局 鶴書房 1943
- 干城夫人 矢貴書店 1944
- 生糸 白林書房 1944
- 竿忠三代 静書房 1946
- さけ侍 市瀬書店 1947
- 米のなる木 随筆 牧歌社 1947
- 怪童鴉丸 光文社 1948
- 白刃乱舞 内田書店 1948
- 郵便武士 大和書房 1948
- 恋ぐすり女匙 三河書房 1948
- 釣道楽 随筆 自由出版 1948
- 赤司初太郎伝 赤司初太郎伝記編纂会 1948
- 妖説紫夜叉 梧桐書院 1948
- 風雲ヒトデ城 内田書店 1949
- 少年八双陣 梧桐書院 1949
- お千代鑿 湊書房 1951
- 男女輪廻相 鷺ノ宮書房 1951
- 風流ぼんち帯 同光社 1951
- ひなどり将軍 新小説社 1951
- 次郎吉悪縁 鷺ノ宮書房 1951
- 旗本くづれ 同光社 1951
- 本所鳥刺組 鷺ノ宮書房 1951
- あばれ熨斗 毎日新聞社 1951
- 紅太郎捕物帳 桃源社 1951
- 朱唇捕物帖 新小説社 1951
- 妖説延命院 春陽文庫 1951
- 日猿月猿 大岡政談 同光社磯部書房 1951
- 源九郎童子 ポプラ社 1952
- めおと鷹 文芸図書出版社 1952
- 若殿伝太 同光社磯部書房 1952
- 大久保彦左衛門 同光社磯部書房 1952 のち春陽文庫
- つしま牡丹 同光社磯部書房 1952
- 餓鬼奉行 同光社磯部書房 1952
- 黄金騎士 同光社磯部書房 1952
- 血ろくろ伝奇 東京文芸社 1953
- 土師清二代表作選集 全6巻 同光社磯部書房 1953-1954
- 本朝風流滑稽譚 同光社磯部書房 1953
- おんな獅子 桃源社 1954
- 素浪人菊 東京文芸社 1954
- 鏡屋おかく捕物帖 同光社 1954
- 隠密やくざ 向楽社 1954
- 風雲青葉城 ポプラ社 1955
- 旗本泥人形 同光社 1955
- 鼠小僧恋しぐれ みすず書房 1955
- 槍の権三 東京文芸社 1955 (人気作家小説全集)
- 青鷺の霊 和同出版社 1955
- 大江戸つむじ風 桃源社 1955 (新撰大衆小説全集)
- 濡れ髪権八 同光社 1955 のち春陽文庫
- お千代舟の女 同光社 1956
- 愛憎小判 同人社 1956
- 破魔弓伝奇 東方社 1956
- 盗賊判事 同光社 1956 (大衆小説名作選)
- 恋染富士 桃源社 1956
- 無頼三十万石 若き日の水戸黄門 東京文芸社 1957 のち春陽文庫
- 満月鴎侍 桃源社 1957
- るむ女 宝文館 1957
- 旗本伝法 同光社出版 1957 のち春陽文庫
- 魚つり三十年 青蛙房 1957
- 若殿無頼 東京文芸社 1958
- 風雪の人 講談社 1958
- 江戸の虫 講談社 1959 (ロマン・ブックス)
- 吟香素描 東峰書院 1959
- 花笠椿 桃源社 1960
- 黒髪橋 桃源社 1961
- 高僧の座席 大法輪閣 1966-1969